# Ледовский сельский округ
Ледовский сельский округ — упразднённая административно-территориальная единица, существовавшая на территории Каширского района Московской области в 1994—2006 годах.
Ледовский сельсовет был образован в первые годы советской власти. По данным 1923 года он входил в состав Богатищевской волости Каширского уезда Московской губернии.
В 1928 году Ледовский с/с был упразднён, но уже в 1929 году восстановлен.
В 1926 году Ледовский с/с включал деревни Ледово-Розенкамф и Ледово-Шлейфер, а также совхоз Ледово.
В 1929 году Ледовский с/с был отнесён к Каширскому району Серпуховского округа Московской области. При этом к нему был присоединён Труфановский с/с.
4 апреля 1952 года из Аладьинского с/с в Ледовский было передано селение Пурлово, а из Топкановского с/с — селения Веревское и Железня.
14 июня 1954 года к Ледовскому с/с был присоединён Топкановский с/с.
22 июня 1954 года из Рождественского с/с в Ледовский было передано селение Бузаково.
25 сентября 1958 года к Ледовскому с/с был присоединён Рождественский с/с.
20 августа 1960 года Ледовский с/с был переформатирован:
- в Больше-Ильинский сельсовет были переданы селения Вослинка, Киреевка, Колмна, Маслово, Топканово и посёлок Ленинский.
- в Знаменский с/с были переданы селения Богатищево-Епишино, Воскресенское, Воскресенские выселки, Кореньково и Смирновка.
- из Домнинского с/с в Ледовский были переданы селения Поклонцево, Токарево, Яковское, станция Пурлово и посёлок Пурловской больницы.

1 февраля 1963 года Каширский район был упразднён и Ледовский с/с вошёл в Ступинский сельский район. 11 января 1965 года Ледовский с/с был возвращён в восстановленный Каширский район.
5 февраля 1975 года в Ледовском с/с было упразднено селение Поклонцево, а 23 июня 1988 года — деревня Глебово-Леоново.
3 февраля 1994 года Ледовский с/с был преобразован в Ледовский сельский округ.
19 мая 2001 года деревня Бурцево Ледовского с/о была присоединена к деревне Бурцево Домнинского с/о.
В ходе муниципальной реформы 2004—2005 годов Ледовский сельский округ прекратил своё существование как муниципальная единица. При этом его населённые пункты были переданы частью в сельское поселение Домнинское, а частью в городское поселение Ожерелье.
29 ноября 2006 года Ледовский сельский округ исключён из учётных данных административно-территориальных и территориальных единиц Московской области.